# Андон Илиев
Андон Динков Илиев, наричан Дойранлията по родния му град, е български революционер, деец на Вътрешната македоно-одринска революционна организация.

## Биография
Андон е роден в град Дойран, тогава в Османската империя, син на Динко Илиев. Занимава се с търговия на колониални стоки. Живее в град Гевгели. Той е един от първите покръстени дейци на ВМОРО в Гевгели. Покръстването на видни гевгеличани, между които е и той, става на 14 (27) юли 1895 година, лично от Гоце Делчев, който през ваканцията на път за Кукуш отстоява в Гевгели и основава комитета на организацията в този град. На 20 април (3 май) 1903 година е арестуван впоследствие на Солунските атентати.